# Groais Island
Groais Island is een onbewoond eiland in de Canadese provincie Newfoundland en Labrador. Het heeft een oppervlakte van 41 km² en ligt iets minder dan 15 km ten oosten van het Great Northern Peninsula, het noordelijke schiereiland van Newfoundland. Tezamen met het dubbel zo grote en zuidelijker gelegen Bell Island vormt het de Grey-eilanden. 
Het eiland heeft vooral belang als broedplaats voor enkele kwetsbare vogelsoorten zoals de eider en de drieteenmeeuw.

## Toponymie
Hoewel het eiland in het algemeen als "Groais Island" bekendstaat, wordt het uitzonderlijk ook "Grey Island North" genoemd aangezien Groais Island het noordelijke van de twee "Grey Islands" is.
Al in de 16e eeuw trokken jaarlijks grote groepen Europese vissers naar de zeer visrijke kusten van Newfoundland. Deze "migrerende vissers" vestigden zich er meestal niet, maar bleven er gedurende het volledige kabeljauwvisseizoen alvorens in september weer huiswaarts te keren. Aan de noordoostkust, waar ook Groais Island ligt, hadden de Fransen een quasimonopolie, wat de vele Franse plaatsnamen in de regio verklaart. De Franse vissers die de regio aandeden gaven aan de streek de naam "French Shore". Groais Island (Île Groais) werd door zulke vissers vernoemd naar Groix, een eilandje vlak voor de kust van de grote Bretonse havenstad Lorient. In het Bretons noemt dit eiland Groe, waarvan de uitspraak ([gʁwe]) zeer sterk overeenkomt met de Franse uitspraak van Groais.

## Geografie

Kaart van de Grey-eilanden met aanduiding van onder meer Groais Island

### Ligging
Het eiland ligt 11 km ten noorden van Bell Island, dat met een oppervlakte van 88 km² ruim dubbel zo groot is. Het kleine Rouge Island ligt 9,5 km naar het westen toe, pal tussen Groais Island en het Newfoundlandse schiereiland Cape Rouge. Dat schiereiland ligt 13 km verwijderd van Groais Island, wat de kleinste afstand tussen beide eilanden vertegenwoordigt. De dichtstbijgelegen nederzettingen zijn de vissersdorpen Grandois-St. Julien's (17 km noordnoordwest), Croque (17 km noordwest) en Conche (18 km zuidwest). Het havendorp St. Anthony, dat met zijn 2.258 inwoners (2016) bij verre de grootste en belangrijkste plaats van het Great Northern Peninsula is, ligt iets minder dan 45 km ten noorden van het eiland. De provinciale hoofdstad St. Johns ligt daarentegen zo'n 425 km naar het zuidoosten toe.

### Terrein en uitzicht
Groais Island heeft van noord naar zuid een lengte van 11 km en een maximale breedte van 7 km. De totale oppervlakte bedraagt 41 km². Het eiland is erg heuvelachtig en bereikt in het zuidoosten op zijn hoogste punt een hoogte van 200 m boven de zeespiegel. Een aanzienlijk deel van de kustlijn bestaat uit kliffen, die vooral aan de noordzijde erg uitgesproken zijn en daar tot 100 m boven de branding uittorenen. Aan die kant liggen er voor de kust ook een aantal rotsen en klippen, waaronder de zogenaamde Sister Rocks. Deze noordelijke rotsen maken deel uit van een formatie van gesteente uit het Carboon (± 300-350 miljoen jaar oud) die loopt tot in de buurt van het dorp Conche.
De west- en noordwestkust is ingepalmd door een dichtbegroeid naaldbos. De rest van het eiland bestaat voor het overgrote deel eveneens uit naaldbos, maar met aanzienlijk minder dichte begroeiing. Dit heeft vooral te maken met het feit dat het noordoosten, oosten en zuiden van Groais Island een erg rotsachtige bodem heeft. Voorts telt het eiland – vooral in het noorden en oosten – meer dan 200 meertjes en poelen, evenals een tiental kleine stroompjes die naar zee leiden.

## Vogelhabitat

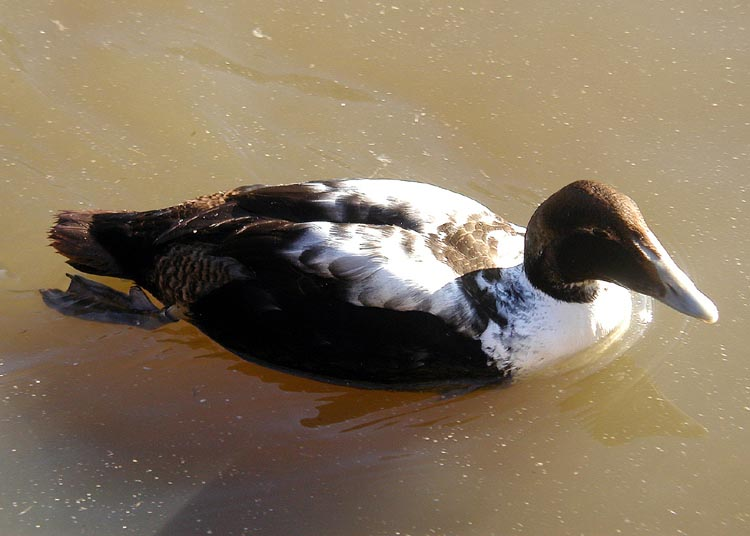
Een mannelijke eidereend in zijn winterverenkleed.

Het rotsachtige noorden van het eiland is een belangrijke habitat voor verschillende zeevogelsoorten. De site "Northern Groais Island" is daarom door BirdLife International erkend als een Important Bird Area met continentale significantie.
In de maanden mei, juni en juli komt er jaarlijks een kolonie drieteenmeeuwen broeden op de kale, noordelijke kliffen en op de Sister Rocks. Schattingen uit de jaren 1970 geven aan dat er tot 2400 paren broedden. Dat komt overeen met ongeveer 1% van de volledige West-Atlantische populatie aan drieteenmeeuwen, die een kwetsbare soort zijn.
In de wintermaanden is de noordkust vooral een belangrijke stopplaats voor een kolonie eidereenden, een soort die volgens de IUCN als "gevoelig" bestempeld is. Tezamen met onder andere de nabijgelegen Fischot- en Hare Bay-eilanden vormt het noorden van Groais Island voor deze groep, die naar schatting 2000 tot 3000 individuen telt, een belangrijke wintervoederplaats. Ook een groep van circa 550 Amerikaanse zilvermeeuwen broedt jaarlijks op de noordelijke kliffen en Sister Rocks, evenals hoogstens enkele tientallen alken.

## Trivia
- De 51e breedtegraad noord loopt slechts anderhalve kilometer ten noorden van het eiland.
- Hoewel er niemand woont, komen er wel geregeld mensen uit naburige dorpen op Groais Island om te jagen.[1]